# Boyfriend (Justin Bieber)
Boyfriend è un brano dell'artista canadese Justin Bieber. È stato scritto da lui stesso insieme a Mike Posner e Mat Musto ed è stato pubblicato in tutto il mondo il 26 marzo 2012 come primo singolo che anticipa l'uscita del terzo album del cantante, Believe.
In Boyfriend, Justin Bieber narra i suoi sentimenti per una ragazza descrivendo il tipo di relazione che avrebbero avuto quando si sarebbero messi insieme.
Per promozione, l'artista ha pubblicato il testo ufficiale della canzone il 20 marzo 2012.
Durante il 2012, il brano ha venduto negli Stati Uniti oltre 3 126 000 copie.
Il video del brano ha ottenuto la certificazione Vevo.

## Antefatti
Justin Bieber annunciò il lancio del singolo Boyfriend il 1º marzo 2012, quando apparve sul The Ellen DeGeneres Show per annunciare che il primo singolo dal suo prossimo album, Believe, sarebbe stato pubblicato il 26 marzo 2012. Il cantante ha rivelato che il brano è stato co-scritto insieme al cantante Mike Posner. Bieber ha detto al DeGeners che «La canzone narra di me che parlo con una ragazza e le dico che se fossi stato il suo ragazzo non l'avrei mai lasciata andare».
Prima del lancio del singolo, era stato dichiarato da esperti del settore, tra cui il conduttore radiofonico Mick Lee di WZFT, che la canzone sarebbe stata "diversa dalle precedenti di Justin Bieber". Mick Lee disse che la canzone è un mix di SexyBack di Justin Timberlake, Girlfriend degli 'N Sync e la parte rap della canzone suonava come Wait degli Ying Yang Twins. Il produttore vocale Bieber, Kuk Harrell ha detto che il brano è «hot» e che Bieber è un artista "vero", commentando «Ora che Justin ha 18 anni sa quale è il suo genere di musica, quali sono le canzoni adatte a lui».
Il 16 marzo 2012, Justin Bieber ha rivelato due opzioni per la copertina del singolo. In entrambe le copertine, Bieber indossa una camicia maniche corte grigia e bianca a scacchi su una canottiera bianca. In una copertina c'è lui che guarda la fotocamera mentre con le mani si alza la frangia dei capelli, nella seconda, invece non guarda più la fotocamera ma osserva qualcosa al lato di essa. I testi ufficiali sono stati pubblicati on-line 21 marzo 2012. Due giorni dopo viene pubblicata la melodia di base della canzone senza le parole.
Inoltre è stata fatta una cover, che ha ricevuto critiche positive,in diretta alla BBC Radio,del singolo da parte della cantante Marina and the Diamonds.

## Classifiche

### Classifiche internazionali
| Classifica (2012) | Posizione massima |
| ----------------- | ----------------- |
| Australia         | 5                 |
| Austria           | 39                |
| Belgio (Vallonia) | 25                |
| Belgio (Fiandre)  | 18                |
| Canada            | 1                 |
| Finlandia         | 12                |
| Francia           | 17                |
| Germania          | 35                |
| Irlanda           | 9                 |
| Italia            | 22                |
| Giappone          | 53                |
| Paesi Bassi       | 8                 |
| Nuova Zelanda     | 2                 |
| Norvegia          | 2                 |
| Svezia            | 7                 |
| Spagna            | 15                |
| Svizzera          | 19                |
| Regno Unito       | 2                 |
| Stati Uniti       | 2                 |

### Classifiche di fine anno
| Classifica (2012) | Posizione |
| ----------------- | --------- |
| Australia         | 62        |
| Belgio (Fiandre)  | 66        |
| Belgio (Vallonia) | 86        |
| Canada            | 35        |
| Francia           | 127       |
| Nuova Zelanda     | 28        |
| Regno Unito       | 90        |
| Stati Uniti       | 28        |
| Svezia            | 61        |